# Глухівська волость
Глухівська волость — історична адміністративно-територіальна одиниця Глухівського повіту Чернігівської губернії.
Станом на 1885 рік складалася з 20 поселень, 12 сільських громад. Населення — 11154 особи (5459 чоловічої статі та 5696 — жіночої), 1772 дворових господарства.
|                     | Площа, десятин | У тому числі орної, дес. |
| ------------------- | -------------- | ------------------------ |
| Сільських громад    | 13992          | 11335                    |
| Приватної власності | 11680          | 6902                     |
| Казенної власності  | —              | —                        |
| Іншої власності     | 65             | 57                       |
| Загалом             | 25737          | 18314                    |

Основні поселення волості станом на 1885:
- Береза — колишнє державне та власницьке село, 2678 осіб, 422 дворів, православна церква, 6 постоялих будинків, крупорушка.
- Годунівка — колишнє власницьке село при річці Есмань, 267 осіб, 40 дворів, православна церква, постоялий будинок.
- Некрасове — колишнє державне та власницьке село при річці Есмань, 1220 осіб, 177 дворів, православна церква, 2 постоялих будинки, 2 водяних млини.
- Полошки — колишнє державне та власницьке село при річці Вербовитець, 1151 особа, 220 дворів, православна церква, 3 постоялих будинки, водяний млин.
- Слоут — колишнє державне та власницьке село при річці Есмань, 2144 осіб, 352 двори, православна церква, постоялий двір, 4 постоялих будинки, водяний млин, крупорушка.
- Сліпород — колишнє власницьке село при річці Вербовитець, 201 особа, 25 дворів, православна церква, водяний млин.